# Billy Herrington
William Glen Harold Herrington, znany również jako Billy Herrington i Aniki (ur. 14 lipca 1969 w North Babylon, zm. 2 marca 2018 w Palm Springs) – amerykański model i aktor filmów pornograficznych, szczególnie odnosił sukcesy w Japonii w homoerotycznych filmach fitness. W pierwszej dekadzie XXI wieku jego występy w gejowskiej pornografii sprawiły, że stał się popularnym memem internetowym na platformach wymiany filmów, takich jak japońskie Nico Nico Douga, gdzie nazywany był Aniki (兄貴, dosł. starszy brat). Od tego czasu powstało ponad 110 tys. fanowskich przeróbek filmowych jego występów – znanych, jako „Gachimuchi”.

## Życiorys

### Wczesne lata
Urodził się i wychowywał w North Babylon na Long Island w stanie Nowy Jork jako syn Kathleen Herrington-Wood i Williama Herringtona. Miał siostrę Kathleen. Jako dziecko trenował karate, ucząc się od swojego ojca senseja, ostatecznie zdobywając czarny pas 3 stopnia w karate Isshinryu. Spędził większość swojego życia w Nowym Jorku, gdzie został flebotomistą w Certified Nurse Assistant (CNA). Interesował się boksem, zapasami oraz sztukami walki, ale kulturystyką zajął się dopiero w wieku 24 lat. Rozpoczął własną działalność stolarską, którą sprowadził do Kalifornii.

### Kariera
Jego kariera erotyczna rozpoczęła się, gdy jego ówczesna dziewczyna potajemnie wysłała jego nagie zdjęcia do magazynu „Playgirl”. W grudniu 1994 zdjęcie zostało wyróżnione w konkursie „Prawdziwy facet miesiąca” (Real Men of the Month) i zdobyło nagrodę 500 dolarów. Jego udział w sesji w magazynie zwrócił uwagę fotografa Jima Frencha. Dwa lata po wygranej w konkursie, wziął udział w sesji zdjęciowej dla francuskiego kalendarza Colt Studio Group. Był też na okładkach „Unzipped” (czerwiec 1999, wrzesień 2000), „Honcho” (lipiec 1999), „Manshots” (luty i październik 2000), „Dude” (sierpień i grudzień 2000), „All Man” (styczeń 2000), „Torso” (listopad 2000, luty i maj 2002) i „Men” (sierpień 2002, maj 2004).
Debiutował w produkcji twardej gejowskiej pornografii dla All Worlds Video. Stwierdził, że praca z pornografią pomogła mu zrozumieć jego biseksualizm. Okazjonalnie wykonywał pokazy striptizowe w klubach gejowskich. Do najbardziej udanych występów Herringtona można zaliczyć rolę rzymskiego cesarza w duńskim filmie HotMen CoolBoyz (2000), wyprodukowanym przez firmę Zentropa Entertainments Larsa von Triera.
Gościł również w programach telewizyjnych takich jak Fox Love Connection czy talk-show prowadzonym przez Ricki Lake.
W 2002 zdobył nagrodę Adult Erotic Gay Video Awards w kategorii „Najlepsze ujęcie seksu grupowego” w filmie Conquered (2001) w reżyserii Chi Chi LaRue z Nino Bacci, Coltonem Fordem, Blake Harperem i Jayem Rossem.

## Mem internetowy
Herrington stał się sławny w Japonii jako mem internetowy, po tym jak w 2007 jeden z jego filmów, Workout Muscular Men 3, został zamieszczony na Niconico, japońskiej stronie, służącej do udostępniania filmów i był używany w bait-and-switch video. Powstały tysiące utrzymanych w klimatach parodii mashupów, wiele z nich zawiera błędnie zrozumiane frazy (soramimi) dialogów z jego filmów. Przez swoich wielbicieli z Nico Nico Douga Herrington jest czule nazywany Aniki (兄貴 dosł. starszy brat). Wiele z jego filmów jest celowo oznaczonych jako Zapasy (レスリングシリーズ resuringu shirīzu), Leśna Wróżka (森の妖精 mori no yōsei), Filozofia (哲学 tetsugaku).
W lutym 2009, Billy Herrington odwiedził Japonię, uczestnicząc w transmitowanym „na żywo” wydarzeniu zorganizowanym przez Niconico oraz wytwórnię figurek Good Smile Company. Herrington powiedział, że docenia kreatywność swoich fanów. Limitowana edycja figurki Herringtona została zapowiedziana z datą premiery w lipcu 2009. Dwie inne limitowane edycje figurek Herringtona zostały ogłoszone z okazji święta Halloween i świąt Bożego Narodzenia. Figurka halloweenowa pojawiła się w sprzedaży w październiku a bożonarodzeniowa w grudniu 2009 roku. Był potem zaangażowany w promocję chińskiej gry typu MOBA Fantasy All Stars, w której wystąpił jako Aniki.
Do marca 2018 w serwisie YouTube zostało zamieszczone ponad 110 tys. filmików z kategorii Gachimuchi.

## Śmierć
Wieczorem 1 marca 2018, Herrington miał wypadek samochodowy na drodze stanowej nr 111 w Kalifornii w Rancho Mirage. Był uwięziony we wraku, po akcji ratunkowej został przetransportowany do szpitala w Palm Springs, gdzie zmarł następnego dnia. Wiadomości o jego śmierci pojawiły się dzień później.
Fani odpowiedzieli tworząc setki krótkich filmów oddających hołd Herringtonowi. Filmy były zamieszczane na platformach wideo oraz na forach dyskusyjnych. Jeden z filmów umieszczony na Niconico zatytułowany Professional Pants Wrestling stał się popularny na japońskiej stronie udostępnień wideo, gromadząc ponad 80 tys. wyświetleń w ciągu tygodnia.
Billy Herrington został pochowany 9 marca 2018 na Forest Lawn Cemetery w Cathedral City w Kalifornii. Miał syna Williama.

## Nagrody i nominacje
| Rok  | Nagroda              | Kategoria                         | Film             | Inni wykonawcy                                   | Rezultat  |
| ---- | -------------------- | --------------------------------- | ---------------- | ------------------------------------------------ | --------- |
| 2000 | Nagroda Colt Studios | „Colt Man of the Year”            | –                | –                                                | Wygrana   |
| 2002 | Grabby Award         | Najlepszy aktor                   | Conquered (2001) | –                                                | Nominacja |
| 2002 | Grabby Award         | Najlepsza scena seksu w trójkącie | Conquered (2001) | Trent Cougar i Andel                             | Nominacja |
| 2002 | Grabby Award         | Najlepsza scena seksu grupowego   | Conquered (2001) | Nino Bacci, Colton Ford, Blake Harper i Jay Ross | Wygrana   |
| 2002 | GayVN Award          | Najlepsza scena grupowa           | Conquered (2001) | Nino Bacci, Colton Ford, Blake Harper i Jay Ross | Nominacja |
| 2002 | GayVN Award          | Najlepszy aktor                   | Conquered (2001) | –                                                | Nominacja |

## Filmografia
- 9½ Inches (1998) (Thor Productions)
- Wrestlers: Muscle Fantasies 2 (1998) (Can-Am Productions)
- Workout: Muscle Fantasies 3 (1999) (Can-Am Productions)
- Minute Man 17 (1999) (Colt Studios)
- Minute Man 18 (1999) (Colt Studios)
- Body Shop (1999) (All Worlds)
- Summer Trophies (1999) (Pacific Sun Entertainment)
- Tales from the Foxhole (1999) (All Worlds)
- Playing with Fire 2 (2000) (All Worlds)
- The Final Link (2000) (All Worlds)
- Lords Of The Locker room (2000) (Can-Am Productions)
- HotMen CoolBoyz (2000) (Zentropa)
- Conquered (2001) (All Worlds)
- Flesh Trap (2001) (Fox Studios)
- Naked Muscles (2002) (Colt Studios)
- Ryker’s Web (2003) (Arena)
- Minute Man Solo 27: Big Shots (2006) (Colt Studios)